# Serhiy Chukhrai
Serhiy Chukhrai (em russo:  Сергій Олексійович Чухрай, Belogorsk, 31 de maio de 1955) é um ex-canoísta russo especialista em provas de velocidade.

## Carreira
Foi vencedor das medalhas de ouro em K-4 1000 m em Montreal 1976, em K-2 500 m e K-2 1000 m em Moscovo 1980 com o seu colega de equipe Vladimir Parfenovich.